# Timeu Matemàtic
Timeu Matemàtic (en grec antic: Τίμαιος, Tímaios) va ser un astròleg de l'antiga Grècia del segle i aC.
Segons Antíoc d'Ascaló, va fixar els set llocs més «influents» del Dodecàtopos ('els dotze llocs'), que seria la divisió original de l'espai terrestre en dotze segments d'una mateixa mida (30º), tal com ho fa el zodíac, que al mateix temps és una divisió de l'espai celeste en dotze cases. Timeu va fixar també els quatre cantons, els dos trígons dels horòscops i l'ortus del centre del cel. Plini el Vell, qui l'anomena «Matemàtic», l'esmenta diverses vegades, i recorda els seus càlculs sobre l'òrbita de Venus i les seves teories, tant les explicacions sobre el desbordament del Nil com la que deia que les fulles cauen dels arbres quan el sol passa a la constel·lació d'Escorpió. Veti Valent, al segle ii, en fa referència a les seves obres. És esmentat per la Suda, que, tot i que atribueix una obra anomenada Matemàtiques (Μαθηματικά) a Timeu de Locres, pel títol i pel contingut, que és astrològic, sembla força més probable que sigui obra d'aquest autor.